# 마누엘 푸익

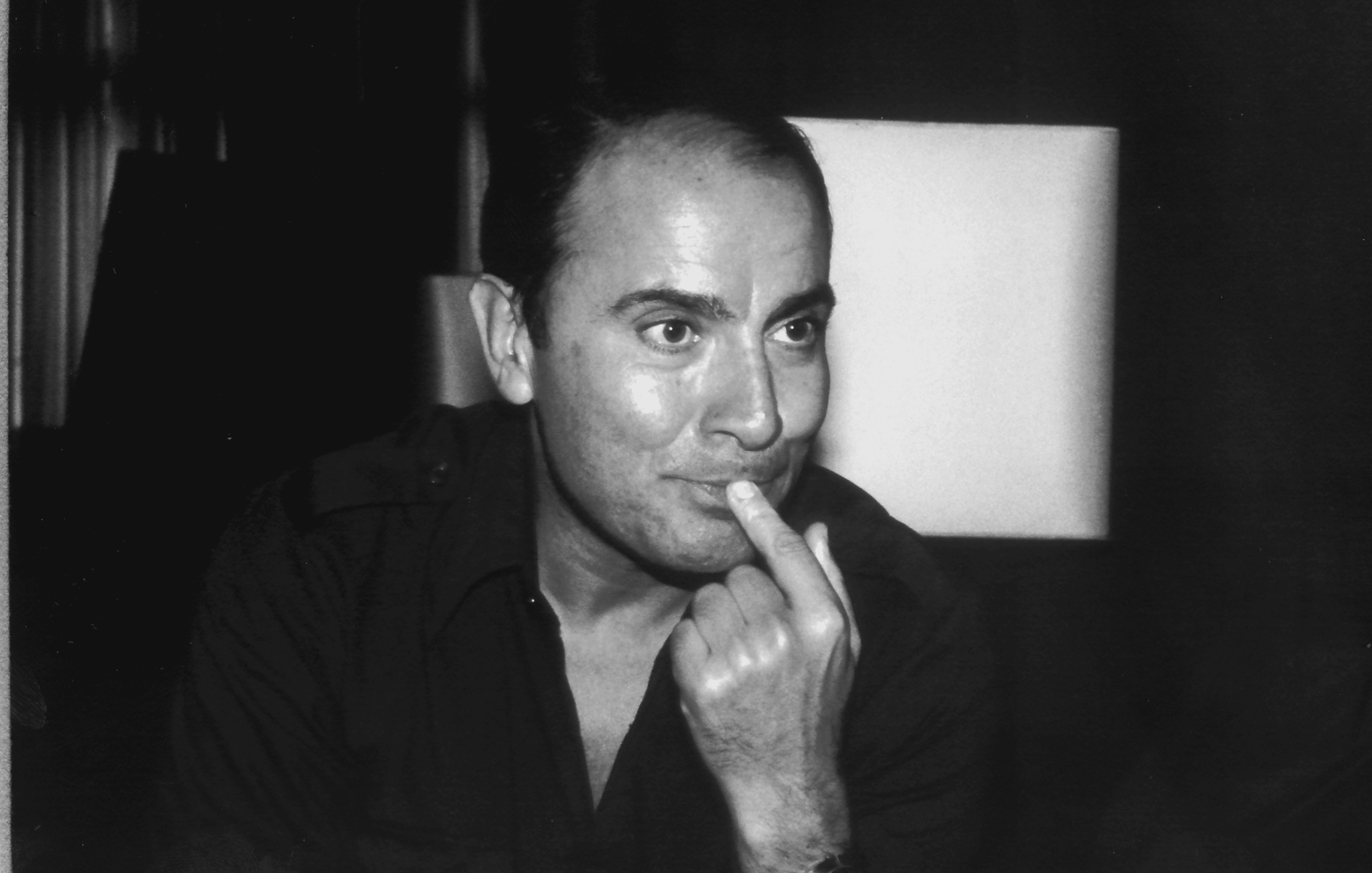

마누엘 푸익(Juan Manuel Puig Delledonne, 1932년 12월 28일 아르헨티나에서 태어남)은 아르헨티나의 작가였다. 1990년 7월 22일에 아홉 번째 작품인 상대적인 습기를 집필하던 중 사망했다.
주요 저서로는 거미 여인의 키스, 리타 헤이웨스의 배신 등이 있다.